# ダルセル・ヤンジ
ダルセル・ヤンジ（Darcel Yandzi 1973年6月11日- ）は、フランスの柔道選手。コンゴ民主共和国のキンシャサ出身。階級は78kg級及び86kg級。身長184cm。

## 人物
1992年の世界ジュニアでは決勝で韓国の尹東植を破って優勝を飾った。1993年にはヨーロッパ選手権で優勝を果たすが、世界選手権では準決勝で韓国の全己盈に技ありで敗れたものの3位となった。1996年のフランス国際で優勝した後に階級を86kg級に上げてアトランタオリンピックに出場するが、準々決勝でルーマニアのアドリアン・クロイトルに大外返で敗れると、敗者復活戦でも吉田秀彦に判定で敗れて9位に終わった。引退後はイギリスチームのコーチを務めるなどした後、フランスチームのコーチとなった。
また、フランスのテディ・リネールが模範とする柔道家として、井上康生、ダビド・ドゥイエと並んでこのヤンジの名を挙げている。

## 主な戦績
78kg級での戦績
- 1992年 - フランス国際　5位
- 1992年 - イギリス国際　2位
- 1992年 - 世界ジュニア　優勝
- 1992年 - ヨーロッパジュニア　優勝
- 1993年 - ヨーロッパ選手権　優勝
- 1993年 - 世界選手権　3位
- 1993年 - ヨーロッパジュニア　優勝
- 1994年 - チェコ国際　3位
- 1994年 - オランダ国際　3位
- 1995年 - ドイツ国際　3位
- 1996年 - フランス国際　優勝
- 1996年 - オランダ国際　優勝(86kg級)

81kg級での戦績
- 1998年 - イギリス国際　優勝
- 2000年 - ベルギー国際　優勝